# Katarina Obradović
Katarina Obradović (1928 — 1. septembar 2016) bila je jugoslovenska i srpska i primabalerina, balet-majstor i repetitor Narodnog pozorišta u Beogradu.

## Biografija
Rođena je 1928. godine u Beogradu, gde je završila Državnu baletsku školu Lujo Davičo i diplomirala istoriju umetnosti na Filozofskom fakultetu u Beogradu. Baletsko obrazovanje je stekla kod pedagoga Jelene Poljakove i Nataše Bošković, a najduže je bila učenica Milorada Mileta Jovanovića. Godine 1947, dobila je stipendiju i usavršavala se u Moskvi na čuvenom GITIS-u iz koje se ubrzo vraća zbog političke situacije.
Početke je napravila u Rodinom pozorištu, prvom dečjem pozorištu u Srbiji, koje je vodila ćerka Branislava Nušića, Gita Predić, u ulozi Pepeljuge. U bogatoj karijeri u Narodnom pozorištu u Beogradu igrala je brojne uloge lirskog klasičnog repertoara, kao i karakterne role u domaćim i inostranim baletima.U „Žizeli” naslovnu ulogu i Mirtu, bila je Odeta i Odilija u „Labudovom jezeru”, zatim Julija, Pepeljuga, Zarema, solistkinja u „Silfidama”, „Kraljici ostrva”, „Kineskoj priči”, „Orfeju”, „Jolandi”, kao i u domaćem repertoaru — „Ohridska legenda”, „Đavo na selu”, „Licitarsko srce”, „Vibracije”, „Simfonijski triptihon” i druge.
Kultnu predstavu Leonida Lavrovskog „Žizela” obnovila je u svojoj matičnoj kuci 1991. godine sa velikim uspehom.
Radila je koreografije za televiziju i realizovala predstave klasičnog repertoara u Napulju, Beogradu, Novom Sadu, Splitu i Skoplju. Dobitnica je mnogih nagrada i priznanja, između ostalih, Udruženje baletskih umetnika Srbije joj je dodelilo Nagradu za životno delo. Bila je jedan od osnivača Udruženja baletskih umetnika Srbije (UBUS), kao i Saveta za umetničku igru Jugoslavije (pri CID-UNESCO) i članica uprave te organizacije u Parizu. Bila je i član mnogih žirija u Jugoslaviji i svetu (Varna, Tokio, Osaka, Rim).
Preminula je 1. septembra 2016. godine u Beogradu. Sahranjena je 6. septembra 2016. godine na Novom groblju u Beogradu.